# 1690

## Esdeveniments
- S'inventa el clarinet
- Primera documentació sobre Urà (planeta)
- John Locke publica el seu Assaig sobre l'enteniment humà
- Christiaan Huygens considera que la natura de la llum és ondulatòria.

## Naixements
- Christian Goldbach, matemàti
- 28 de novembre - Venècia: Carlo Lodoli, arquitecte, matemàtic i clergue franciscà (m. 1761).

## Necrològiques
- 16 d'abril, Zwolle: Gesina ter Borch, escriptora i pintora del Segle d'or neerlandès (n. 1633).[1]
- 20 d'abril, Versalles: Maria Anna Victòria de Baviera, princesa de Baviera i delfina de França (n. 1667).[2]